# دم بریدن (سگ)

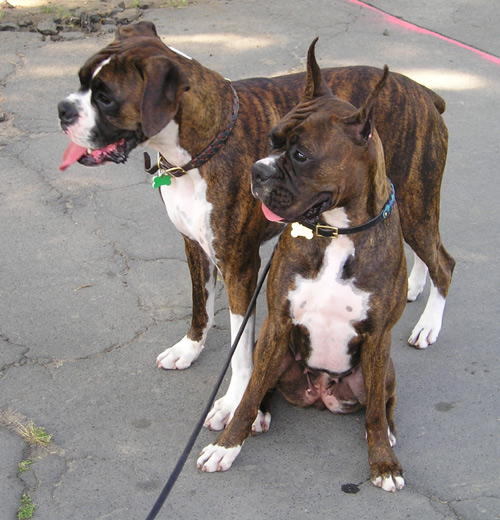
بوکسرهایی با دم لنگر انداخته. سگ جلویی هم گوش‌های بریده‌ای دارد.

دم بریدن (به انگلیسی: Docking) قطع بخش‌هایی از دم جانور است. در حالی که دم بریدن و باب کردن بیشتر برای اشاره به برداشتن دم استفاده می‌شود، اصطلاح قیچی کردن در اشاره به گوش‌ها استفاده می‌شود. دم بریدن به یکی از دو روش زیر انجام می‌شود. نخستین روش شامل محدود کردن خون‌رسانی به دم با یک بند لاستیکی برای چند روز تا زمانی که دم از بین برود. دومین روش شامل بریدن دم با قیچی جراحی یا چاقوی جراحی است. طولی که دم‌ها چسبیده می‌شوند بر اساس نژاد متفاوت است و اغلب در استاندارد نژاد مشخص می‌شود.
دم بریدن در بسیاری از کشورها غیرقانونی یا محدود است.
برخی از نژادهای سگ دارای خطوط دم‌کوتاهی طبیعی هستند. به نظر می‌رسد که این سگ‌ها شبیه سگ‌های دم‌بریده هستند، اما یک فنوتیپ طبیعی متمایز دارند.